# 武道館ライブ〜狼と踊れ
『武道館ライブ〜狼と踊れ』（ぶどうかんライブ おおかみとおどれ）は、HOUND DOGによるライブ・ビデオ。1983年10月から12月のGREAT ESCAPE TOUR追撃戦での1983年11月2日の日本武道館でのコンサートを収録。
ライブ・アルバム『狼と踊れ〜HOUND DOG 武道館ライブ』収録曲である全22曲からは9曲がカットされている。

## 収録曲
1. ラスト・ヒーロー
  - BRASH BOY収録
2. GOGO!サタデイナイト
  - BRASH BOY収録
3. Bye Bye Dancin' Blue Suede Shoes
  - POWER UP!収録
4. おちょくられた夜
  - STAND PLAY収録
5. サンセットロード
  - Roll Over収録
6. Baby Blue
  - Roll Over収録
7. Midnight Boogie
  - BRASH BOY収録
8. DANCE MUSIC
  - Roll Over収録
9. だから大好き、ロックンロール
  - Welcome to The Rock'n Roll Show収録
10. No More Rock'n Roll
  - BRASH BOY収録
11. 涙のBirthday
  - POWER UP!収録
12. Last Night Last Time
  - STAND PLAY収録
13. 嵐の金曜日
  - Welcome to The Rock'n Roll Show収録

## ミュージシャン
- 大友康平：リードボーカル
- 八島順一：ギター
- 高橋良秀：ギター
- 蓑輪単志：キーボード
- 海藤節生：ベース
- 藤村一清：ドラム